# Émilien Claude
Émilien Claude (* 13. června 1999 Épinal) je francouzský biatlonista.
Biatlonu se věnuje od roku 2012. Ve světovém poháru debutoval v lednu 2021 v Oberhofu, kde ve sprintu dojel po bezchybné střelbě na 33. místě.
V dosavadní kariéře nezvítězil ve světovém poháru v žádném individuálním závodě. Dvakrát triumfoval v kolektivních závodech jako člen francouzské štafety. Jeho nejlepším výsledkem ve světovém poháru je 2. místo z Ruhpoldingu z ledna 2025.
Jeho bratři Florent a Fabien jsou také biatlonisté. Jeho přítelkyní je rakouská biatlonistka Anna Gandlerová.

## Výsledky

### Mistrovství světa a zimní olympijské hry
| Sezóna  | A  | Místo       | SP | SZ | HZ | IZ | ŠT | SŠT | SZD | Věk    |
| ------- | -- | ----------- | -- | -- | -- | -- | -- | --- | --- | ------ |
| 2024/25 | MS | Lenzerheide | –  | –  | –  | –  | 2. | –   | –   | 25 let |

Poznámka: Výsledky z olympijských her a  z mistrovství světa se do hodnocení světového poháru nezapočítávají.

### Mistrovství Evropy
| Sezóna  | Akce | Místo          | SP  | SZ  | IZ  | SZD | Věk    |
| ------- | ---- | -------------- | --- | --- | --- | --- | ------ |
| 2018/19 | ME   | Raubiči        | 19. | 19. | –   | 8.  | 20 let |
| 2020/21 | ME   | Dušníky        | 31. | 12. | 9.  | 2.  | 21 let |
| 2021/22 | ME   | Velký Javor    | 6.  | 9.  | –   | 2.  | 22 let |
| 2022/23 | ME   | Lenzerheide    | 38. | DNS | –   | 3.  | 23 let |
| 2023/24 | ME   | Brezno-Osrblie | 15. | 17. | 15. | 9.  | 24 let |

### Juniorská mistrovství
| Sezóna  | Akce | Místo        | SP | SZ | IZ | ŠT | Věk    |
| ------- | ---- | ------------ | -- | -- | -- | -- | ------ |
| 2020/21 | MSJ  | Obertilliach | 1. | 1. | 3. | 1. | 21 let |

## Vítězství v závodech světového poháru, na mistrovství světa a olympijských hrách

#### Kolektivní
| Č. | sezóna    | datum          | místo                       | disciplína |
| -- | --------- | -------------- | --------------------------- | ---------- |
| 1. | 2024/2025 | 17. ledna 2025 | Ruhpolding, Německo         | štafeta    |
| 2. | 2024/2025 | 9. března 2025 | Nové Město na Moravě, Česko | štafeta    |